# Cheikh Niasse
Cheikh Ahmet Tidiane Niasse (* 19. Januar 2000 in Gossas) ist ein senegalesischer Fußballspieler, der aktuell vom BSC Young Boys an Hellas Verona ausgeliehen ist.

## Karriere
Niasse begann seine fußballerische Ausbildung 2004 bei der US Boulogne, wo er zwölf Jahre lang in der Jugend spielte. Im Sommer 2016 wechselte er zum OSC Lille in die Jugendakademie. Dort kam er zunächst nur in der zweiten Mannschaft in der National 2 und 3 zum Einsatz. 2018/19 spielte er dort lediglich einmal und stand zudem einmal im Kader der Ligue 1. Am 28. August 2019 (3. Spieltag) wurde er bei einem 3:0-Sieg über die AS Saint-Étienne spät eingewechselt. Im Januar der Saison unterschrieb er seinen ersten Profivertrag beim OSC Lille. Neben diesem einzigen Profieinsatz in der Spielzeit 2019/20 kam er zudem zu diversen Einsätzen in der Youth League und der National 2. Zudem wurde er mit den Profis französischer Vizemeister. Am 10. Dezember 2020 stand er in der Europa League gegen Celtic Glasgow in der Startelf und debütierte somit auf internationaler Ebene. Anfang Februar wurde er, nach fehlender Spielpraxis, in die Super League an Panathinaikos Athen verliehen. Sein Debüt gab er nach Einwechslung in der ersten Halbzeit nach einem 3:2-Sieg über Atromitos Athen am 6. Februar 2021 (21. Spieltag). Wettbewerbsübergreifend kam er zu 15 Einsätzen in Griechenland, während Lille in Frankreich Meister wurde. Nach seiner Rückkehr kam er 2021/22 weiterhin zu wenigen Kurzeinsätzen.
Anfang Februar 2022 wechselte Niasse in die Schweiz zum Erstligisten BSC Young Boys. Für die Rückrunde der Saison 2024/25 wechselte er leihweise mit Kaufoption nach Italien zu Hellas Verona.

## Erfolge
OSC Lille
- Französischer Meister: 2021
  - Französischer Vizemeister: 2020

BSC Young Boys
- Schweizer Meister 2023
- Schweizer Cupsieger 2023